# Vohburg an der Donau

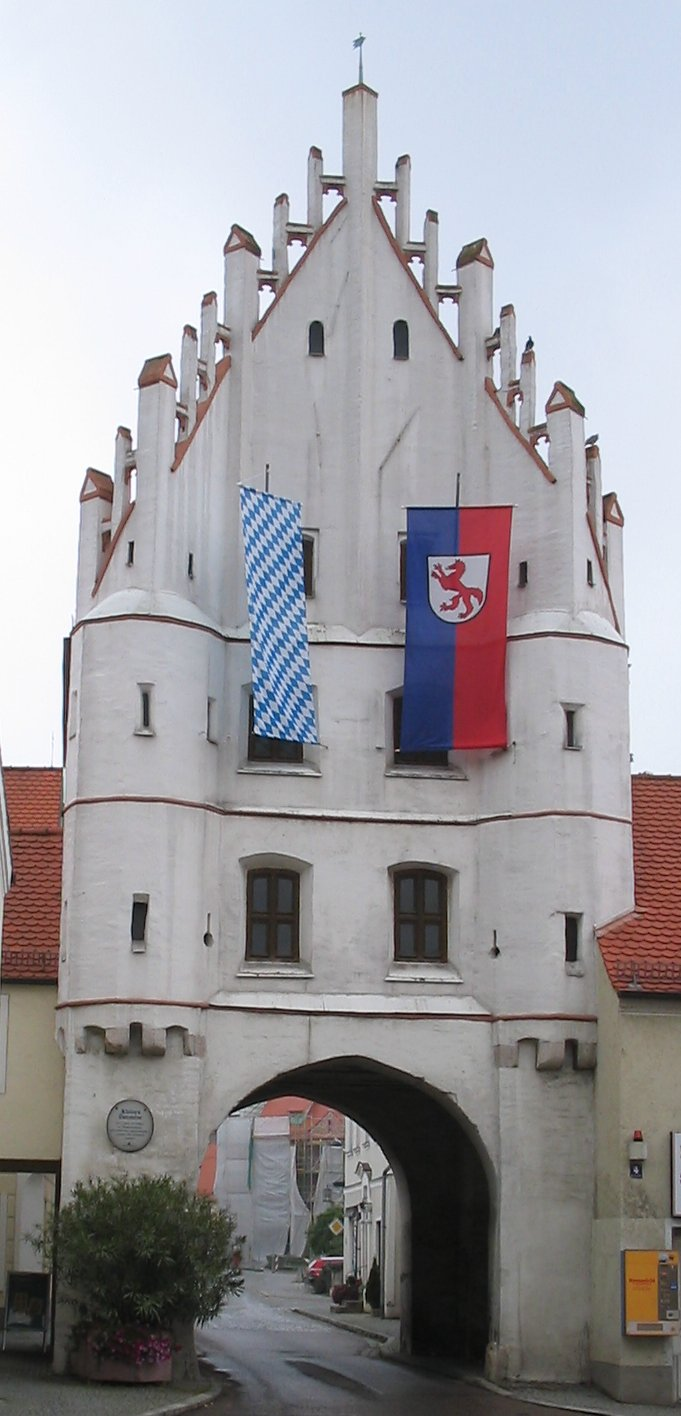
Vohburg an der Donau

Vohburg an der Donau este un oraș din districtul Pfaffenhofen an der Ilm, regiunea administrativă Bavaria Superioară, landul Bavaria, Germania.